# フード・プラネット
株式会社フード・プラネット（英: Food Planet,Inc.）は、かつて札幌市中央区に本社を置いていた日本の企業である。

## 概要
川合アユムにより、1986年3月に大阪市にてイーディーコントライブ株式会社（初代）として設立。当初はCD-ROM不正コピー防止技術の商品化やコンピュータセキュリティ製品の製造・販売を手掛け、音楽レーベルなどへ事業領域を拡大していた。
2006年10月に持株会社制へ移行。持株会社制移行後は、沖縄関連事業も展開していた他、傘下に株式会社チキン・プラネットやセルフサービス型ソフトクリームショップなど飲食事業部門の会社を持っていた。

### 上場廃止・破産に至った経緯
業績は2004年3月期から継続して経常赤字となっており、2011年9月期連結決算では債務超過となった。
2012年9月期連結決算では第三者割当増資や子会社株式譲渡益などで債務超過を免れたが、グループ事業の大半を担うイーディーコントライブ株式会社（2代）が連結対象から外れ、2013年9月期連結決算の売上高は大幅に減少し再び債務超過となった。これが元となり、2013年には、10月7日には株主から川合を役員を解任する提案がなされた他、同年10月9日には債権者が川合に対して第三者破産を申し立てた。2012年には会計監査人を監査法人五大から監査法人元和へ変更した他、川合は社長を解任され、Aが代表取締役社長に就任した他、りく・マネジメント・パートナーズが第2位株主となった。2014年3月には商号をYAMATOからアジェットに変更した。本社所在地も大阪市からりく・マネジメント・パートナーズと同一地である東京都港区へ移転した。この事が、不正会計や不正な手段による株式市場における上場維持に手を染める原因となったばかりか、上場廃止や破産の引き金ともなった。
東京証券取引所は2014年8月22日に、2014年9月期時点で上場廃止（債務超過）の猶予期間に入るにもかかわらず、虚偽の開示行為を行い、過去にも東京証券取引所からの注意を無視し続けたして、アジェットに対して公表措置及び改善報告書の徴求を行った。アジェットは同年9月5日に改善報告書を、東京証券取引所第二部に市場変更後の2015年3月19日に改善状況報告書をそれぞれ提出した。アジェットは、2014年9月期において売上高がマザーズの上場廃止基準である8100万円であるにもかかわらず、1億1300万円と虚偽の開示を行い、かつ2015年2月に虚偽の開示を東京証券取引所に提出して東京証券取引所第二部に市場変更するなど、上場廃止を回避するために2012年より虚偽の開示行為を繰り返していたことが明らかとなった。これらの行為はA元代表取締役兼アジェットクリエイティブ前代表取締役、B前取締役兼りく・マネジメント・パートナーズ代表取締役、Cアジェットクリエイティブ前代表取締役が主導して行っていた。2015年11月に、Aが代表取締役を退任した上でレッド・プラネット・ジャパンCOOが代表取締役に就任するなど経営陣を一新したと同時に、商号をフード・プラネットへ変更した。同時に会計監査人も監査法人元和からレッド・プラネット・ジャパンと同じ東京第一監査法人へ変更した。
東京証券取引所は2015年11月11日に、フード・プラネットが2015年11月9日に開催した臨時株主総会における議案が否決されたことを受け、「上場会社の実質的な存続会社でない」として、フード・プラネット株式を東京証券取引所第二部からJASDAQスタンダードへの上場市場の変更に係る猶予期間に入ることを決定。2016年1月4日に、2015年12月時点における時価総額が10億円未満となったため、フード・プラネット株式を上場廃止に係る猶予期間入りすることを決定。東京証券取引所は2016年3月17日に、内部管理体制の改善が見られないこと、日本取引所自主規制法人に対して虚偽の回答を繰り返していたこと、株主や投資家の信頼を損ねたなどとして、フード・プラネット株式を特設注意市場銘柄に指定した他、同年6月30日にはレッド・プラネット・フーズを子会社化するに当たり、合併等による実質的存続性の喪失に係る猶予期間入り銘柄に指定した。前経営陣による不適切会計や開示行為により、フード・プラネットの信用は一気に低下していった。レッド・プラネット・フーズやキューズダイニングなどを子会社化するに当たっては、取得代金を2020年12月までに一括で支払う事、株式又は新株予約権の発行を通じた資金調達を行い、かつ調達した資金の累計額が一定額を超えた場合は65%～85%をレッド・プラネット・ジャパンに支払う事、フード・プラネットが上場廃止となった場合は、レッド・プラネット・ジャパンが本件売却代金残高及び未払利息額の弁済の請求権を持つ事、レッド・プラネット・フーズやキューズダイニングなどの株式に質権を設定するなど、フード・プラネットにとっては厳しい条件が突き付けられた。
2016年8月時点における時価総額が再度10億円未満となり、2016年9月期においても債務超過となったことから、2016年9月1日と2017年1月4日にそれぞれ再度上場廃止に係る猶予期間入りすることを決定した。これにより、フード・プラネットは、特設注意市場銘柄、不適切な合併等、時価総額、債務超過の4つの上場廃止基準に該当することになった。「週刊ダイヤモンド」による倒産危険度上位企業ランキングにおいても2014年度1位、2017年度2位など、トップ10にランクしていた。
フード・プラネットは2017年3月17日に、内部管理体制確認書を東京証券取引所に提出し、同年4月21日に再発防止策の進捗状況を公表したが、東京証券取引所はフード・プラネットが2016年6月28日に開示した再発防止のための改善計画が進捗せず、かつ改善を完了させるための具体的な計画が示されていないことが認められたため、同年4月21日にフード・プラネット株式を監理銘柄（審査中）に指定。フード・プラネットは特設注意市場銘柄指定期間中に経理実務担当者が退職したため、実務者の人員不足に陥り、それが故に改善計画が進捗していなかった。さらに、フード・プラネットは経理実務担当者の募集を公式サイトで行っていた他、IR情報に関する問い合わせ担当者も、通常は別の社員が担当すべきところを、社長が兼務していた。同年4月28日に内部管理体制等の改善の見込みがないとして東京証券取引所から上場廃止の決定を受け、同年5月29日に上場廃止となった。特設注意市場銘柄で、かつ内部管理体制確認書を提出した上場企業の上場廃止（株式公開買付けや経営破綻は除く）は、2013年8月9日の有価証券上場規程改正後（改善期間が3年から1年へ変更など）では2015年12月1日上場廃止のエル・シー・エーホールディングス（2回目に提出した内部管理体制確認書における審査で、改善の見込みがないとして上場廃止）に次いで2社目となった。また、1回目に提出した内部管理体制確認書の審査結果による上場廃止は、2007年11月の特設注意市場銘柄設立後では改正前も含めて初となった。1回目の内部管理体制確認書提出から上場廃止決定までの期間は42日と最短となった。
レッド・プラネット・ジャパンは上場廃止直後に、保有していたフード・プラネット株式を売却した他、2017年5月18日には債権者と共に、契約に基づいてキューズダイニングなどの貸株の質権を実行。レッド・プラネット・ジャパンから貸株を受けた子会社の内、債務超過状態となっていたアール・ピー・エフ、チキン・プラネットに2社については質権を実行しなかった。
フード・プラネットは上場廃止やレッド・プラネット・ジャパンよる質権実行により事業継続が困難となった。フード・プラネットは上場廃止から4日後の2017年6月2日に関連会社5社と共に東京地方裁判所へ破産を申請。同年6月7日に、東京地方裁判所から破産手続開始決定を受けた 。
フード・プラネットの経営破綻は、経営陣や株主による不正会計並びに不正な手段による上場維持や市場変更、譲受した株式代金の未払い、内部管理体制を改善するやる気のなさ、上場廃止までの5年間で2回にわたる監査法人の変更といったいわゆる「ハコ企業」の典型的なパターンであった。
フード・プラネットは、2019年4月17日に法人格が消滅した。

## 沿革
- 1986年3月 大阪府吹田市においてイーディーコントライブ株式会社を設立。
- 2000年7月 日本証券業協会グリーンシート市場におけるエマージング銘柄として登録。
- 2003年5月 東京証券取引所マザーズ市場に上場。
- 2006年10月 会社分割によりすべての営業を新設会社のイーディーコントライブ株式会社及びマナ・イニシアチヴ株式会社に承継し、持株会社体制へ移行。株式会社YAMATOへ商号変更。
- 2006年11月 株式会社KOZAを設立、有限会社しまヤ酒店を子会社化し、沖縄関連事業を開始。
- 2007年8月 完全子会社として株式会社冨士発電研究所（後のFUJIパワーテック株式会社）を設立。
- 2008年5月 株式会社KOZAの全株式を譲渡。
- 2008年9月 有限会社しまヤ酒店の全株式を譲渡。
- 2012年9月 FUJIパワーテック株式会社の全株式を譲渡。完全子会社であったイーディーコントライブ株式会社の株式に対する質権が実行され、YAMATO取締役が代表者を務める新日本アルク工業株式会社が約60％の株式を取得。イーディーコントライブ株式会社は持分法適用会社となる。
- 2013年1月 完全子会社としてSyoumail株式会社を設立。
- 2013年4月 完全子会社として株式会社デザート・ラボを設立。
- 2013年11月 マナ・イニシアチヴ株式会社の保有全株式を譲渡。
- 2014年4月 株式会社アジェットへ商号変更。
- 2014年7月 Syoumail株式会社の主要事業内容を電子証明書付きメールサービスの企画から太陽光発電関連に変更し、商号を株式会社アジェットクリエイティブに変更。
- 2015年2月 東京証券取引所第二部に市場変更。
- 2015年6月 イーディーコントライブ株式会社が新株式を発行し、持分法適用会社から除外[34]。
- 2015年9月 レッド・プラネット・ジャパンが、筆頭株主であった加賀美郷より保有全株式及び第二位株主のりく・マメジメント・パートナーズより保有株式の一部を取得し、31.29%の株式を保有する筆頭株主かつその他の関係会社となる。レッド・プラネット・ジャパンのフード事業のサブフランチャイジーとなる計画を発表[35]。太陽光事業の新規契約の締結を休止[36]。
- 2015年11月 株式会社フード・プラネットへ商号変更[37]。9月の株主異動と同時に発表された第三者割当増資が臨時株主総会で否決[38]。
- 2016年1月 2015年12月末の時価総額が10億円未満となったため、上場廃止猶予期間入り[39]。
- 2016年2月 
  - 2014年9月期の連結決算での不適切な会計処理を適切な処理に修正した結果、同期の連結売上高がマザーズ上場廃止基準の1億円未満となる[40][41]。
  - 株式会社アジェットクリエイティブで行っていた太陽光事業を廃止[42]。
- 2016年3月 
  - 2016年2月末の時価総額が10億円以上となったため、上場廃止猶予期間解除。
  - 不適切な会計処理などにより特設注意市場銘柄に指定[14]。
- 2016年6月 レッド・プラネット・ジャパン傘下であった株式会社レッド・プラネット・フーズ及びその傘下の株式会社キューズマネージメント、株式会社キューズダイニング、株式会社スイートスター、Sweetstar Asia Limitedほか5社の株式を譲受け、子会社とする[43][44]。レッド・プラネット・ジャパンが保有する株式の大半をJapan Opportunities Master Fund Ltd.に貸株を行い、筆頭株主が異動[45]。合併等による実質的存続性の喪失による上場廃止猶予期間入り。
- 2017年
  - 2月 本社を東京都港区から北海道札幌市に移転。
  - 3月17日 内部管理体制確認書を東京証券取引所に提出。
  - 4月21日 東京証券取引所による審査の結果、改善計画が進展していないと判断され、監理銘柄（審査中）に指定[23]。
  - 4月28日 東京証券取引所より、内部管理体制等について改善がなされなかったと認められ、上場廃止の決定を受ける[25][26]。
  - 5月14日 レッド・プラネット・ジャパンが、フード・プラネットに対し、支払合意書に基づ債務の履行が行われなかったとして、レッド・プラネット・フーズ、キューズマネージメント、キューズダイニング、スイートスター、Sweetstar Asia Limitedほか5社の質権を実行[46]。
  - 5月29日 東京証券取引所第二部上場廃止。
  - 6月7日 東京地方裁判所にから関連会社5社とともに破産開始決定を受ける。
- 2019年4月17日 法人格消滅[33]。

## 関連会社
- 株式会社アジェットクリエイティブ（2017年6月7日破産手続開始決定、2019年4月17日法人格消滅[47]）
- 株式会社デザート・ラボ（2017年6月7日破産手続開始決定、2019年4月16日法人格消滅[48]）
- 株式会社マグノリアベーカリー・ジャパン（2017年6月7日破産手続開始決定、2019年4月17日法人格消滅[49]）
- 株式会社チキン・プラネット（2017年6月7日破産手続開始決定、2019年4月17日法人格消滅[50]）
- 株式会社アール・ピー・エフ（2017年6月7日破産手続開始決定、2019年4月17日法人格消滅[51]）